# Susie Arioli
Susie Arioli, née le 19 décembre 1963 à Toronto en Ontario au Canada, est une chanteuse de jazz montréalaise. Elle est la fille de Don Arioli.

## Biographie

### Ses débuts
Née à Toronto, Susie Arioli passe la majeure partie de son enfance à Montréal. Au milieu des années 1990, elle fait la rencontre de Jordan Officer lors d'un "jam" du bassiste Stephen Barry. Ensemble ils ont fondé le Susie Arioli Swing Band, ultérieurement rebaptisé Susie Arioli Band. Leur premier grand spectacle a eu lieu au Festival international de jazz de Montréal en 1998 où, après un spectacle en plein air à grand succès, ils ont été invités à faire la première partie pour Ray Charles à la Place des Arts. Leur prestation attire l'attention des médias et du public, et ce concert lancera leur carrière.

### Carrière professionnelle
Susie Arioli a plusieurs albums studio à son actif, dont trois qui ont été nommés pour un Juno Award et trois pour des prix Félix. Tous ont été inscrits aux palmarès du jazz au Canada. Le deuxième album, Pennies From Heaven, est aussi le dernier enregistrement du pianiste de jazz légendaire Ralph Sutton (en). Son troisième album, That's For Me, a pour réalisateur John Snyder qui est connu pour son travail avec Chet Baker, Charlie Haden, Ornette Coleman, entre autres. Quant à l'album, Learn To Smile Again, il est dans la lignée du western swing, et contient des versions de six morceaux de l'auteur country Roger Miller. L'album suivant, Night Lights marquera un retour aux standards du jazz. Quelques mois après la sortie de cet album, elle se voit décerner le Prix Oscar Peterson du Festival international de Jazz de Montréal et succède ainsi à d'autres artistes canadiens de renom tels que François Bourassa, Yannick Rieu, Diana Krall et Paul Bley. 
En 2010, Susie Arioli enregistre Christmas Dreaming qui se voit remettre un disque d'or un an plus tard (plus de 40 000 copies vendues). Son album All The Way est paru début 2012, suivi de City Folk en 2014 et de Spring fin 2015.
Tous les albums mettent en vedette Jordan Officer à la guitare et aux arrangements.

## Discographie
- It's Wonderful (Justin Time) 2000
- Pennies From Heaven (Justin Time) 2002
- That's For Me (Justin Time) 2004
- Learn To Smile Again (Justin Time) 2005
- Susie Arioli Band featuring Jordan Officer Live at Le festival international de jazz de Montréal (Justin Time) 2007 (CD + DVD)
- 9Night Lights (Spectra) 2008
- Christmas Dreaming (Spectra) 2010
- All The way (Spectra, Jazzheads) 2012
- City Folk 2014
- Spring 2015

### Participation
- La chanson Harmonie du soir à Châteauguay sur Beau D'Hommage: Hommage à Beau Dommage (Spectra) 2005